# Фефелово (Сусанинский район)
Фефелово — деревня в Сусанинском районе Костромской области. Входит в состав Андреевского сельского поселения.

## География
Находится в западной части Костромской области на расстоянии приблизительно 18 км на запад-северо-запад по прямой от районного центра поселка Сусанино.

## История
Учтена была на карте 1840 года. В 1872 году здесь было учтено 25 дворов, в 1907 году здесь (тогда сельцо) отмечено было 68 дворов. Кроме того, в период 1897—1907 годов отмечалась одноименная деревня у речки Андоба.

## Население
Постоянное население составляло 152 человека (1872 год), 247 (1897), 279 (1907), 11 в 2002 году (русские 100 %), 1 в 2022.